# Kamag
Kamag is een Duitse constructeur voor voertuigen voor exceptioneel transport. Het bedrijf is gevestigd in Ulm, in de Duitse deelstaat Baden-Württemberg.
Het bedrijf werd opgericht in 1969. Kamag ontwerpt en bouwt speciale voertuigen: modulaire transporters (SPMT), voertuigen voor de staalindustrie (zowel voor vloeibaar staal als voor afgewerkte producten), voertuigen voor de scheepsbouw, terminaltrekkers, pushback trucks, ... Voor bepaalde voertuigen worden Mercedes-Benz Atego-cabines gebruikt.
Sinds 2004 maakt Kamag deel uit van de TII Group (Transporters Industry International), eigendom van de Duitse industrieel Otto Rettenmaier. Ook het Franse Nicolas en het Duitse Scheuerle maken deel uit van deze groep.